# Holmesville (Ontario)
Holmesville est une communauté de la province canadienne de l'Ontario dans le canton de Huron, 14 kilomètres au sud-est de Goderich. Fondée en 1832 par deux immigrants Irlando-Canadiens du nom de Samuel et John Holmes, la communauté fut d'abord appelée Holmes Hill et Holmes Villa avant de recevoir son nom actuel en 1855.